# Stade Klébert Picard
El Stade Klébert Picard es un estadio de usos múltiples en Le Tampon, una localidad de Reunión un territorio dependiente de Francia en el Océano Pacífico. Actualmente se utiliza sobre todo para los partidos de fútbol y sirve como un estadio de US Stade Tamponnaise de la Liga Premier (Réunion Premier League) y la Liga de Campeones africana.